# Akbar (Basilan)
Akbar is een gemeente in de Filipijnse provincie Basilan op het gelijknamig eiland. Bij de laatste census in 2007 had de gemeente ruim 21 duizend inwoners.

## Geschiedenis
Deze gemeente is in 2006 ontstaan door afsplitsing van de gemeente Tuburan.

## Geografie

### Bestuurlijke indeling
Akbar is onderverdeeld in de volgende 9 barangays:
| - Caddayan - Linongan - Lower Bato-bato - Mangalut - Manguso - Paguengan - Semut - Upper Bato-bato - Upper Sinangkapan |